# Чемпіонат світу з футболу 2026 (кваліфікаційний раунд, КОНКАКАФ)
Північноамериканська, центральноамериканська та карибська секція кваліфікації Чемпіонату світу з футболу 2026 — кваліфікаційний турнір до Чемпіонату світу ФІФА 2026 для національних збірних, які входять до Конфедерації футболу країн Північної і Центральної Америки і зони Карибського моря (КОНКАКАФ). КОНКАКАФ мають 5 путівок до фінального турніру (3 прямі путівки та 2 путівки до міжконтинентальних плей-оф).

## Формат
Збірні США, Канади та Мексики автоматично кваліфікувалися до турніру як господарі.
- Перший раунд: Чотири команди КОНКАКАФ, які займають місця з 29 по 32 за рейтингом ФІФА станом на грудень 2023 року будуть поділені на дві пари та проведуть стикові матчі між собою. Два переможці вийдуть до другого раунду.
- Другий раунд: тридцять команд та два переможці першого раунду діляться на шість груп по п'ять команд та грають за круговою системою по одному матчу з кожним суперником. 1-е та 2-е місця з кожної групи проходять до третього раунду.
- Третій раунд: дванадцять команд, які пройдуть з другого раунду, будуть розбиті на три групи по чотири команди. Переможці груп кваліфікуються на чемпіонат світу, а дві найкращі збірні, що посядуть другі місця проходять до міжконтинентальних плей-оф.

## Учасники
| 1 кошик другого раунду | 2 кошик другого раунду | 3 кошик другого раунду |
| --- | --- | --- |
| 1. Панама (41) 2. Коста-Рика (52) 3. Ямайка (55) 4. Гондурас (76) 5. Сальвадор (78) 6. Гаїті (89)                                      | 1. Кюрасао (90) 2. Тринідад і Тобаго (96) 3. Гватемала (108) 4. Нікарагуа (134) 5. Антигуа і Барбуда (142) 6. Суринам (143) | 1. Сент-Кіттс і Невіс (147) 2. Домініканська Республіка (151) 3. Гаяна (157) 4. Пуерто-Рико (160) 5. Сент-Люсія (167) 6. Куба (169) |
| 4 кошик другого раунду | 5 кошик другого раунду | Перший раунд |
| 1. Бермудські Острови (171) 2. Сент-Вінсент і Гренадини (173) 3. Гренада (174) 4. Монтсеррат (176) 5. Барбадос (178) 6. Домініка (180) | 1. Беліз (182) 2. Аруба (193) 3. Кайманові Острови (197) 4. Багамські Острови (202)                                         | 1. Острови Теркс і Кайкос (206) 2. Британські Віргінські Острови (207) 3. Американські Віргінські Острови (208) 4. Ангілья (209)    |

## Календар
Розклад КОНКАКАФ на кваліфікаційний турнір наступний.
| Раунд        | Тур         | Дата                 |
| ------------ | ----------- | -------------------- |
| Перший раунд | Перший матч | 22 березня 2024      |
| Перший раунд | Другий матч | 26 березня 2024      |
| Другий раунд | Вікно 1     | 5–11 червня 2024     |
| Другий раунд | Вікно 2     | 4–10 червня 2025     |
| Третій раунд | Тур 1       | 1–9 вересня 2025     |
| Третій раунд | Тур 2       | 1–9 вересня 2025     |
| Третій раунд | Тур 3       | 6–14 жовтня 2025     |
| Третій раунд | Тур 4       | 6–14 жовтня 2025     |
| Третій раунд | Тур 5       | 10–18 листопада 2025 |
| Третій раунд | Тур 6       | 10–18 листопада 2025 |

## Перший раунд
| Команда 1                       | Заг.         | Команда 2                     | 1-й матч | 2-й матч |
| ------------------------------- | ------------ | ----------------------------- | -------- | -------- |
| Ангілья                         | 1–1 пен. 4–3 | Острови Теркс і Кайкос        | 0–0      | 1–1 дч   |
| Американські Віргінські Острови | 1–1 пен. 2–4 | Британські Віргінські Острови | 1–1      | 0–0 дч   |

## Другий раунд

### Група A
| Поз | Команда            | І | В | Н | П | ГЗ | ГП | РГ  | О  | Кваліфікація |     | Гондурас | Бермудські Острови | Куба | Кайманові острови | Антигуа і Барбуда |
| --- | ------------------ | - | - | - | - | -- | -- | --- | -- | ------------ | --- | -------- | ------------------ | ---- | ----------------- | ----------------- |
| 1   | Гондурас           | 4 | 4 | 0 | 0 | 12 | 2  | +10 | 12 | Третій раунд |     | —        | —                  | 3–1  | —                 | 2–0               |
| 2   | Бермудські Острови | 4 | 2 | 1 | 1 | 9  | 8  | +1  | 7  | Третій раунд |     | 1–6      | —                  | —    | 5–0               | —                 |
| 3   | Куба               | 4 | 2 | 0 | 2 | 6  | 5  | +1  | 6  |              |     | —        | 1–2                | —    | 3–0               | —                 |
| 4   | Кайманові Острови  | 4 | 1 | 0 | 3 | 1  | 9  | −8  | 3  |              | 0–1 | —        | —                  | —    | 1–0               |                   |
| 5   | Антигуа і Барбуда  | 4 | 0 | 1 | 3 | 1  | 5  | −4  | 1  |              | —   | 1–1      | 0–1                | —    | —                 |                   |

### Група B
| Поз | Команда            | І | В | Н | П | ГЗ | ГП | РГ  | О  | Кваліфікація |     | Коста-Рика | Тринідад і Тобаго | Гренада | Сент-Кіттс і Невіс | Багамські Острови |
| --- | ------------------ | - | - | - | - | -- | -- | --- | -- | ------------ | --- | ---------- | ----------------- | ------- | ------------------ | ----------------- |
| 1   | Коста-Рика         | 4 | 4 | 0 | 0 | 17 | 1  | +16 | 12 | Третій раунд |     | —          | 2–1               | —       | 4–0                | —                 |
| 2   | Тринідад і Тобаго  | 4 | 2 | 1 | 1 | 16 | 7  | +9  | 7  | Третій раунд |     | —          | —                 | 2–2     | 6–2                | —                 |
| 3   | Гренада            | 4 | 2 | 1 | 1 | 11 | 7  | +4  | 7  |              |     | 0–3        | —                 | —       | —                  | 6–0               |
| 4   | Сент-Кіттс і Невіс | 4 | 1 | 0 | 3 | 5  | 13 | −8  | 3  |              | —   | —          | 2–3               | —       | 1–0                |                   |
| 5   | Багамські Острови  | 4 | 0 | 0 | 4 | 1  | 22 | −21 | 0  |              | 0–8 | 1–7        | —                 | —       | —                  |                   |

### Група C
| Поз | Команда    | І | В | Н | П | ГЗ | ГП | РГ  | О  | Кваліфікація |     | Кюрасао | Гаїті | Сент-Люсія | Аруба | Барбадос |
| --- | ---------- | - | - | - | - | -- | -- | --- | -- | ------------ | --- | ------- | ----- | ---------- | ----- | -------- |
| 1   | Кюрасао    | 4 | 4 | 0 | 0 | 15 | 2  | +13 | 12 | Третій раунд |     | —       | —     | 4–0        | —     | 4–1      |
| 2   | Гаїті      | 4 | 3 | 0 | 1 | 11 | 7  | +4  | 9  | Третій раунд |     | 1–5     | —     | 2–1        | —     | —        |
| 3   | Сент-Люсія | 4 | 1 | 1 | 2 | 5  | 9  | −4  | 4  |              |     | —       | —     | —          | 2–2   | 2–1      |
| 4   | Аруба      | 4 | 0 | 2 | 2 | 3  | 10 | −7  | 2  |              | 0–2 | 0–5     | —     | —          | —     |          |
| 5   | Барбадос   | 4 | 0 | 1 | 3 | 4  | 10 | −6  | 1  |              | —   | 1–3     | —     | 1–1        | —     |          |

### Група D
| Поз | Команда    | І | В | Н | П | ГЗ | ГП | РГ | О  | Кваліфікація |     | Панама | Нікарагуа | Гаяна | Монтсеррат | Беліз |
| --- | ---------- | - | - | - | - | -- | -- | -- | -- | ------------ | --- | ------ | --------- | ----- | ---------- | ----- |
| 1   | Панама     | 4 | 4 | 0 | 0 | 10 | 1  | +9 | 12 | Третій раунд |     | —      | 3–0       | 2–0   | —          | —     |
| 2   | Нікарагуа  | 4 | 3 | 0 | 1 | 9  | 4  | +5 | 9  | Третій раунд |     | —      | —         | 1–0   | 4–1        | —     |
| 3   | Гаяна      | 4 | 2 | 0 | 2 | 6  | 4  | +2 | 6  |              |     | —      | —         | —     | 3–0        | 3–1   |
| 4   | Монтсеррат | 4 | 1 | 0 | 3 | 3  | 10 | −7 | 3  |              | 1–3 | —      | —         | —     | 1–0        |       |
| 5   | Беліз      | 4 | 0 | 0 | 4 | 1  | 10 | −9 | 0  |              | 0–2 | 0–4    | —         | —     | —          |       |

### Група E
| Поз | Команда                       | І | В | Н | П | ГЗ | ГП | РГ  | О  | Кваліфікація |     | Ямайка | Гватемала | Домініканська Республіка | Домініка | Британські Віргінські Острови |
| --- | ----------------------------- | - | - | - | - | -- | -- | --- | -- | ------------ | --- | ------ | --------- | ------------------------ | -------- | ----------------------------- |
| 1   | Ямайка                        | 4 | 4 | 0 | 0 | 8  | 2  | +6  | 12 | Третій раунд |     | —      | 3–0       | 1–0                      | —        | —                             |
| 2   | Гватемала                     | 4 | 3 | 0 | 1 | 13 | 5  | +8  | 9  | Третій раунд |     | —      | —         | 4–2                      | 6–0      | —                             |
| 3   | Домініканська Республіка      | 4 | 2 | 0 | 2 | 11 | 5  | +6  | 6  |              |     | —      | —         | —                        | 5–0      | 4–0                           |
| 4   | Домініка                      | 4 | 1 | 0 | 3 | 5  | 14 | −9  | 3  |              | 2–3 | —      | —         | —                        | 3–0      |                               |
| 5   | Британські Віргінські Острови | 4 | 0 | 0 | 4 | 0  | 11 | −11 | 0  |              | 0–1 | 0–3    | —         | —                        | —        |                               |

### Група F
| Поз | Команда                  | І | В | Н | П | ГЗ | ГП | РГ  | О  | Кваліфікація |     | Суринам | Сальвадор | Пуерто-Рико | Сент-Вінсент і Гренадини | Ангілья |
| --- | ------------------------ | - | - | - | - | -- | -- | --- | -- | ------------ | --- | ------- | --------- | ----------- | ------------------------ | ------- |
| 1   | Суринам                  | 4 | 3 | 1 | 0 | 10 | 2  | +8  | 10 | Третій раунд |     | —       | —         | 1–0         | 4–1                      | —       |
| 2   | Сальвадор                | 4 | 2 | 2 | 0 | 7  | 2  | +5  | 8  | Третій раунд |     | 1–1     | —         | 0–0         | —                        | —       |
| 3   | Пуерто-Рико              | 4 | 2 | 1 | 1 | 10 | 2  | +8  | 7  |              |     | —       | —         | —           | 2–1                      | 8–0     |
| 4   | Сент-Вінсент і Гренадини | 4 | 1 | 0 | 3 | 9  | 9  | 0   | 3  |              | —   | 1–3     | —         | —           | 6–0                      |         |
| 5   | Ангілья                  | 4 | 0 | 0 | 4 | 0  | 21 | −21 | 0  |              | 0–4 | 0–3     | —         | —           | —                        |         |